# Ralph Giordano
Ralph Giordano (ur. 20 marca 1923 w Hamburgu, zm. 10 grudnia 2014 w Kolonii) – niemiecki dziennikarz, publicysta, pisarz i reżyser.

## Życiorys
Urodził się jako syn pianisty pochodzenia włoskiego i nauczycielki gry na fortepianie pochodzenia żydowskiego.
W roku 1940, jeszcze przed maturą, został na podstawie ustaw norymberskich usunięty z gimnazjum.
Był trzykrotnie przesłuchiwany i więziony przez Gestapo. Ostatnie lata wojny spędził ukrywając się wraz z rodziną w piwnicy w dzielnicy Hamburga – Alsterdorf. 4 maja 1945 został wyzwolony przez armię brytyjską.
Po II wojnie światowej rozpoczął pracę dziennikarza w żydowskim tygodniku Allgemeine Jüdische Wochenzeitung. Uzyskał wykształcenie dziennikarskie w Niemieckim Instytucie Literatury w Lipsku.
W latach 1946–1957 był członkiem nielegalnej Komunistycznej Partii Niemiec (KPD). W roku 1953 opublikował w wydawnictwie Neues Leben w NRD pod pseudonimem Jan Rolfs książkę Westdeutsches Tagebuch (Dziennik zachodnioniemiecki) w której wychwalał mądrość Stalina.
W roku 1955 zamieszkał w NRD, lecz po dziewięciu miesiącach powrócił rozczarowany do Hamburga. W książce Die Partei hat immer recht (Partia ma zawsze rację, 1961) rozliczył się ostatecznie ze swoimi złudzeniami. W latach 1961–1988 pracował jako dziennikarz telewizji NDR i WDR, tworząc ponad 100 programów dokumentalnych na tematy historyczne.
W roku 1982 opublikował on powieść Die Bertinis, die Lebensgeschichte einer Familie (Rodzina Bertini, dzieje życia pewnej rodziny) nad którą pracował prawie 40 lat. W powieści wykorzystał wątki autobiograficzne.
W roku 1987 opublikował książkę Die zweite Schuld oder Von der Last, Deutscher zu sein (Druga wina, czyli o ciężarze bycia Niemcem) o przetrwaniu narodowego socjalizmu w Republice Federalnej Niemiec. Wskutek tego stał się celem nienawistnych ataków ze strony neonazistów.
W roku 1989 wydał książkę Wenn Hitler den Krieg gewonnen hätte (Gdyby Hitler wygrał wojnę) i 1990 przegląd listów od czytelników poprzedniej książki Wie kann diese Generation eigentlich noch atmen? (Jak to pokolenie może jeszcze oddychać?).
Ożywienie nastrojów neonazistowskich po zjednoczeniu Niemiec skłoniło Ralpha Giordano do napisania listu do kanclerza Helmuta Kohla, co wywołało ożywioną dyskusję.
W roku 2000 ogłosił Die Traditionslüge (Kłamstwo tradycyjne), w którym zajął się niedemokratycznymi korzeniami Bundeswehry.
W marcu 2007 Giordano sprzeciwił się budowie centralnego meczetu w dzielnicy Kolonii – Ehrenfeld, wskutek czego spotkał się z pogróżkami ze strony islamistów. Stanowisko Giordano poparła bez zastrzeżeń publicystka Lea Rosh.
W listopadzie 2007 wycofał Ralph Giordano swoje poparcie dla „Centrum przeciwko Wypędzeniom” Eriki Steinbach.

## Dzieła
- Jan Rolfs (Pseudonim): Westdeutsches Tagebuch, Verlag Neues Leben, Berlin/DDR, 1953
- Die Partei hat immer recht. Kiepenheuer & Witsch, Köln 1961. (wznowione w wydawnictwie Herder, 1990, ISBN 3-451-08413-9.)
- Die Bertinis. Roman. Fischer, Frankfurt am Main 1982, ISBN 3-10-026005-8. (wydanie broszurowe w wyd. S. Fischer, Frankfurt am Main 1985, ISBN 3-596-25961-4.)
- Die zweite Schuld oder Von der Last Deutscher zu sein. Rasch und Röhring, Hamburg 1987, ISBN 3-89136-145-9.
- Wenn Hitler den Krieg gewonnen hätte. Die Pläne der Nazis nach dem Endsieg. (1989) ISBN 3-462-02944-4.
- Wird Deutschland wieder gefährlich? Mein Brief an Kanzler Kohl, Ursachen und Folgen. (1993) ISBN 3-462-02291-1.
- Die Traditionslüge. Vom Kriegerkult in der Bundeswehr., Kiepenheuer und Witsch, Köln 2000, ISBN 3-462-02921-5.
- Erinnerungen eines Davongekommenen. Kiepenheuer & Witsch, 2007 ISBN 3-462-03772-2.